# Zhu Yaming
Zhu Yaming (* 4. Mai 1994 in Hulun Buir) ist ein chinesischer Leichtathlet, der sich auf den Dreisprung spezialisiert hat. 2021 gewann er in dieser Disziplin die Silbermedaille bei den Olympischen Spielen in Tokio und 2022 sicherte er sich bei den Weltmeisterschaften in Eugene die Bronzemedaille. Zudem wurde er 2017 und 2025 Asienmeister.

## Sportliche Laufbahn
Erste internationale Erfahrungen sammelte Zhu Yaming bei den Asienmeisterschaften 2017 in Bhubaneswar, bei denen er mit windunterstützten 16,82 m die Goldmedaille gewann und erhielt damit ein Freilos für die Weltmeisterschaften in London, bei denen er aber nicht an den Start ging. 2018 belegte er bei den Hallenweltmeisterschaften in Birmingham mit einem Sprung auf 16,87 m Platz sieben. Ende August erfolgte die Teilnahme an den Asienspielen in Jakarta, bei denen er mit 16,11 m Achter wurde. Im Jahr darauf musste er sich bei den Asienmeisterschaften in Doha mit windunterstützten 16,87 m nur dem Usbeken Ruslan Qurbonov geschlagen geben. Er nahm im Oktober auch an den Weltmeisterschaften ebendort teil und schied dort mit 16,79 m in der Qualifikation aus. Anschließend siegte er bei den Militärweltspielen in Wuhan mit einer Weite von 17,09 m. 2021 nahm er an den Olympischen Spielen in Tokio teil und steigerte sich dort im Finale auf 17,57 m und gewann damit die Silbermedaille hinter dem Portugiesen Pedro Pichardo.
2022 gewann er bei den Weltmeisterschaften in Eugene mit 17,31 m im Finale die Bronzemedaille hinter dem Portugiesen Pedro Pichardo und Hugues Fabrice Zango aus Burkina Faso. Anschließend wurde er beim Memoriał Kamili Skolimowskiej mit 17,25 m Dritter. Im Jahr darauf belegte er bei den Weltmeisterschaften in Budapest mit 17,15 m im Finale den vierten Platz und siegte anschließend mit 17,13 m bei den Asienspielen in Hangzhou. 2024 gelangte er bei den Hallenweltmeisterschaften in Glasgow mit 16,72 m auf den siebten Platz und im August wurde er bei den Olympischen Sommerspielen in Paris mit 16,76 m im Finale Zehnter. Im Jahr darauf gewann er bei den Hallenweltmeisterschaften in Nanjing mit 17,35 m die Silbermedaille hinter dem Italiener Andy Díaz. Anfang Mai wurde er bei der Diamond League in Shaoxing mit 16,92 min Dritter, ehe er anschließend bei den Asienmeisterschaften in Gumi imt 17,07 m die Goldmedaille gewann.
In den Jahren 2017 und 2021 sowie 2023 und 2024 wurde Zhu chinesischer Meister im Dreisprung im Freien sowie 2019 in der Halle.

## Persönliche Bestleistungen
- Weitsprung: 8,06 m (+1,1 m/s), 27. April 2023 in Rizhao
- Dreisprung: 17,57 m (+1,7 m/s), 5. August 2021 in Tokio